# Borvendég Zsuzsanna
Borvendég Zsuzsanna (Tatabánya, 1974. november 4. –) magyar történész, jobboldali politikus, 2024-től a Mi Hazánk Mozgalom EP-képviselője, a Magyarságkutató Intézet Történeti Kutatóközpontjának korábbi tudományos munkatársa.

## Életpályája
Édesapja 1956-ban emigrált, visszatértekor vizsgálati táborba került.
A tatabányai Bárdos László Gimnáziumban érettségizett 1993-ban, majd a Pázmány Péter Katolikus Egyetem Bölcsészettudományi Karán (PPKE BTK) szerzett történész diplomát 1999-ben, 2001-ben pedig a PPKE Jog- és Államtudományi Karán végzett.
A PPKE BTK doktori iskolájában 2016-ban védte meg disszertációját, amelynek címe: Újságírók és külkereskedők a Kádár-rendszer hírszerzésében. 1999–2019 között tudományos kutatóként dolgozott az Állambiztonsági Szolgálatok Történeti Levéltárában, amely időszak alatt tíz évig (2001–2011) fizetés nélküli szabadságon volt gyermekgondozás céljából.
Később a Magyarságkutató Intézet Történeti Kutatóközpontjának tudományos munkatársa volt. Kutatási területe Magyarország 1945 utáni története; a titkosszolgálatok és a politikai rendőrség működése; Magyarország hidegháborúban játszott szerepének, valamint az ellenzéki mozgalmak tevékenységének és a rendszerváltás összefüggéseinek kutatása; a szocializmus gazdasági életének, különösen az eladósodásnak a vizsgálata.
1998 óta házas, férje gépészmérnök. Három gyermekük született.

## Európai Parlamenti képviselősége
2024-ben elvállalta a Mi Hazánk Mozgalom képviselőjelöltségét az európai parlamenti választásokon, ahol a párt listájának 3. helyén szerepelt. A listán őt megelőző két párttag már előzetesen is bejelentette, hogy ők nem veszik fel az esetlegesen megnyert mandátumot, így, bár papíron nem, de gyakorlatilag Borvendég Zsuzsanna volt a párt listavezetője. A Mi Hazánk végül egy mandátumot szerzett a választáson, így Borvendég képviselőként bekerült az EP-be, ahol a szélsőjobboldali Szuverén Nemzetek Európája képviselőcsoportba ült be.
Tagja az Európai Parlament Kulturális és Oktatási Bizottságának, az EU–Örményország Parlamenti Partnerségi Bizottságba, az EU–Azerbajdzsán Parlamenti Együttműködési Bizottságba és az EU–Grúzia Parlamenti Társulási Bizottságba delegált küldöttségnek, póttagja a Regionális Fejlesztési Bizottságnak, az EU–Szerbia Stabilizációs és Társulási Parlamenti Bizottságba delegált küldöttségnek és Az északi együttműködésért felelős, a Svájccal és Norvégiával fenntartott kapcsolatokért felelős és az EU–Izland Parlamenti Vegyes Bizottságba és az Európai Gazdasági Térség (EGT) Parlamenti Vegyes Bizottságába delegált küldöttségnek.

## Díjai
- A Magyar Érdemrend lovagkeresztje (2022)

## Művei
- Vadhajtások. A sztálini természetátalakítási terv átültetése Magyarországon, 1948–1956. (Napvilág Kiadó, 2015) Társszerző: Palasik Mária[11]
- Újságírásnak álcázva. A Nemzetközi Újságíró Szervezet Magyarországon (NEB, 2015)[12]
- Az impexek kora. Külkereskedelmi fedéssel folytatott pénzkivonás a "népgazdaságból" a Kádár-rendszer idején az állambiztonsági iratok tükrében (NEB, 2017)[13]
  - The Ages of the Impexes[14]
- A Cég megnyertjei – a megnyertek cégei. Titkosszolgálati vállalatalapítások és valutakitermelés a Kádár-rendszer idején (ÁBTL–NEB, 2018)[15]
- A kádári Magyarország titkos élete (Kárpátia Stúdió, 2019)[16]
- Mesés kémjátszmák. A nyugati külkereskedelmi hálózatok kiépülése 1945 után; Magyarságkutató Intézet, Bp., 2020 (A Magyarságkutató Intézet kiadványai)[17]
  - Fabulous Spy Games - How international trade networks with the West developed after 1945[18]
- A hálózat pénze. Magyarország kirablásának megszervezése; Kárpátia Stúdió, Bp., 2020[19]
- A hálózat emberei – Magyarország kifosztásának ügynökei; Kárpátia Stúdió, Bp., 2022